# Kościół Najświętszej Maryi Panny Matki Kościoła w Żelisławcu
Kościół Najświętszej Maryi Panny Matki Kościoła w Żelisławcu – katolicki kościół filialny zlokalizowany we wsi Żelisławiec w gminie Stare Czarnowo, w powiecie gryfińskim (województwo zachodniopomorskie). Jest filią parafii Najświętszego Serca Pana Jezusa w Gardnie.

## Historia i architektura
Murowany z kostki granitowej kościół został wzniesiony w 2. połowie XIII wieku. Jest budowlą salową, zbudowaną na planie prostokąta. Nawa nakryta jest dwuspadowym dachem. Od strony zachodniej zakończony jest wieżą, dobudowaną w XIX wieku. Do kościoła przylega cmentarz, otoczony kamiennym murem z dwoma bramami i furtą.
Budynek obiega profilowany cokół. W południowej elewacji kościoła znajduje się dwuuskokowy portal. W obydwu ścianach bocznych umieszczono po trzy okna, dawniej ostrołukowe, później przemurowane na prostokątne. W ścianie od północnej strony świątyni, na wysokości prezbiterium, znajduje się ponadto mniejsze okienko – przypuszczalnie ślad po przejściu do istniejącej niegdyś zakrystii. W elewacji wschodniej znajduje się duże gotyckie okno, przedzielone ceglanym laskowaniem na trzy części. Powyżej niego umieszczono element dekoracyjny w formie blendy w kształcie równoramiennego krzyża, wpisanego między cztery mniejsze ostrołukowe blendy. Wewnątrz kościoła znajduje się drewniana empora ze schodami prowadzącymi na wieżę. Historyczne wyposażenie nie zachowało się.
Po II wojnie światowej budynek kościoła popadł w ruinę, odbudowano go w 1977 roku. Świątynię konsekrował w dniu 11 maja 1977 roku biskup Jerzy Stroba.